# .uk
.uk е интернет домейн от първо ниво за Великобритания. До юли 2008 година е петият най-популярен домейн от първо ниво в света (след .com, .cn, .de и .net) с над 7 милиона регистрации. Администрира се от 	Nominet UK.